# Darijo Srna
Darijo Srna, född 1 maj 1982 i Metković, Jugoslavien (nuvarande Kroatien), är en kroatisk före detta fotbollsspelare av kroatisk/bosnisk härkomst som spelade som ytter/ytterback.
Den 22 juni 2018 värvades Srna av Cagliari, där han skrev på ett ettårskontrakt. Han avslutade karriären 1 juli 2019.

## Meriter

### Klubblag
Hajduk Split
- Prva HNL (1): 2000/2001
- Hrvatski nogometni kup (2): 1999/2000, 2002/2003

Sjachtar Donetsk
- Premjer-liha (8): 2004/2005, 2005/2006, 2007/2008, 2009/2010, 2010/2011, 2011/2012, 2012/2013, 2013/2014
- Ukrainska cupen (5): 2004/2005, 2007/2008, 2010/2011, 2011/2012, 2012/2013
- Ukrainska supercupen (7): 2005, 2008, 2010, 2012, 2013, 2014, 2015
- Interkontinentala cupen (1): 2008/2009